# Trinity Racing
Das Team Trinity Racing ist ein britisches Radsportteam mit Sitz in London. 

## Organisation und Geschichte
Im Jahr 2018 wurde das Team TP Racing gegründet und zunächst als Cyclocross-Team um Thomas Pidcock herum aufgebaut. Das Team ist beim Trinity Sports Management registriert, das durch Andrew McQuaid geleitet wird, der auch Pidcocks Straßenteam Team Wiggins Le Col vertreten hat. In der ersten Saison 2018/19 wurde Pidcock mit seinem neuen Team in der U23 Weltmeister, Europameister und Weltcup-Gesamtsieger im Cyclocross. In der Saison 2019 erfolgte die Umbenennung in Trinity Racing.
Nachdem in der Saison 2019 das Team Wiggins Le Col aufgelöst worden war, gründete Trinity Racing zur Saison ein Straßenteam sowie für Pidcocks Ambitionen im Cross-Country ein MTB-Team. Trotz des Weggangs von Pidcock nach der Saison 2020 wurde das Team weitergeführt und war ab 2021 im Besitz einer Lizenz als UCI-Team im Straßenradsport, Mountainbikesport und Cyclocross.
Bei den Mountainbike-Weltmeisterschaften 2021 stellte das Team mit Christopher Blevins den Weltmeister im Cross-Country Short Track, im UCI-Mountainbike-Weltcup 2021 gewann Haley Batten das Weltcup-Rennen in Nové Město na Moravě. Auf der Straße hatte das Team 2023 mit acht Siegen seine erfolgreichste Saison.
Nachdem das Team 2022/23 letztmalig als UCI Cyclo-Cross Team lizenziert war, gab das Team im November 2024 aus finanziellen Gründen die Auflösung des UCI Continental Teams auf der Straße bekannt. Das Team bleibt als reines UCI MTB Team bestehen, als neue Fahrerin konnte die Ex-Weltmeisterin in der U23 Line Burquier gewonnen werden.

## Erfolge pro Saison (Straße)
| Rennserie                 | 2020 | 2021 | 2022 | 2023 | 2024 |
| ------------------------- | ---- | ---- | ---- | ---- | ---- |
| UCI ProSeries             | -    | -    | -    | -    | -    |
| UCI Continental Circuits  | 5    | 3    | 1    | 9    | 2    |
| nationale Meisterschaften | -    | -    | -    | -    | 1    |

## Platzierungen in der UCI-Weltrangliste (Straße)
| World Ranking | World Ranking | World Ranking            | World Ranking |
| Jahr          | Teamwertung   | Einzelwertung            |               |
| ------------- | ------------- | ------------------------ | ------------- |
| 2021          | 102.          | Thomas Gloag (807. )     |               |
| 2022          | 67.           | Luke Lamperti (468. )    |               |
| 2023          | 68.           | Luke Lamperti (457. )    |               |
| 2024          | 87.           | Robert Donaldson (667. ) |               |
|               |               |                          |               |
| Quelle: UCI   |               |                          |               |

## Erfolge (MTB)
2021
- Christopher Blevins:   Weltmeister – Short Track XCC
- Christopher Blevins:   Weltmeisterschaften – Staffel XCR
- Christopher Blevins:   Weltmeisterschaften – E-MTB XC
- Haley Batten:  UCI-MTB-Weltcup Nové Město na Moravě – Cross-Country XCO

2023
- Adrien Boichis: Gesamtwertung U23-Weltcup – Short Track und Cross-Country
- Adrien Boichis: U23-Europameister – Cross-Country XCO
- Alex Malacarne: U23-Panamerikameister – Cross-Country XCO